# TinyXML
TinyXML est un parseur XML pour le langage C++. Il est distribué sous la licence zlib.

## Fonctionnalités
TinyXML cherche d'abord à être petit en taille (d'où son nom). Il est capable d'analyser un document XML pour générer un arbre DOM. TinyXML est capable de lire et d'écrire des fichiers XML.

## Limitations
- TinyXML ignore les DTD ;

- TinyXML ne prend pas en compte les commandes XSLT (le XSLT est vu comme du simple XML) ;

- Les espaces de nommage sont ignorés : les noms des éléments gardent leur préfixe ;

- Seuls les encodages UTF-8 et Latin-1 peuvent être utilisés.